# بارش برف روی سروها (فیلم)
بارش برف روی سروها (به انگلیسی: Snow Falling on Cedars) فیلمی محصول سال ۱۹۹۹ و به کارگردانی اسکات هیکس است. در این فیلم بازیگرانی همچون ایثن هاک، جیمز کرامول، ماکس فون سیدو، یوکی کودو، ریک یان، جیمز ربهورن، سام شپارد، ریچارد جنکینز، سلیا وستون، کری هیرویوکی تاگاوا، آن سوزوکی، ریو کارنی، آریجا باریکیس، ژلیکو ایوانک، دنیل وان بارگن، اکو، زاک اورث، کارولین کاوا، جان رابز، سائمی ناکامورا و هنری او ایفای نقش کرده‌اند.